# 루터: 태양의 몰락
"루터: 태양의 몰락"(영어: Luther: The Fallen Sun)은 2023년 개봉한 범죄 드라마 영화이다. 제이미 페인이 감독을 맡았으며, 동명 BBC 드라마의 영화 작품이다.

## 줄거리
실력은 뛰어나지만 평판은 안좋은 런던 형사 존 루터는 연쇄 살인범을 추적하기 위해 감옥에서 탈출하는데...

## 출연진

### 주연
- 이드리스 엘바 - 존 루터 역

### 조연
- 신시아 에리보 - 오데트 레인 역
- 앤디 서키스 - 데이비드 로비 역
- 더못 크로울리 - 마틴 셴크 역
- 토마스 쿰베스 - 아치 우드워드 역
- 해티 모라핸 - 코린 알드리치 역
- 빈센트 레건 - 데니스 맥케이브 역
- 로린 아주포 - 안야 레인 역
- 단 리 - 윙 역
- 가이 윌리엄스 - 팀 크랜필드 역